# Марсель
Марсе́ль (фр. Marseille МФА: [maʁ.sɛj]о файле, местное произношение МФА: [maʀ.ˈse.jə]о файле, окс. Marselha [maʀˈsejɔ], [maʀˈsijɔ], лат. Massilia, Massalia, др.-греч. Μασσαλία) — второй по численности населения город и коммуна Франции на юго-востоке страны в регионе Прованс — Альпы — Лазурный Берег, крупнейший порт страны и всего Средиземноморья, административный центр департамента Буш-дю-Рон, округ Марсель, 12 кантонов. Население 873 076 человек (2021).

## Географическое положение
Расположен на берегу Лионского залива, вблизи устья реки Роны, с которой город связан каналом. В 2013 году — культурная столица Европы.
Площадь коммуны — 240,62 км², население — 869 815 человек (2015), плотность населения — 3 543,0 чел/км².

### Рельеф
Марсель располагается ярусами на прибрежных холмах, которые отделяют его от остальной территории Франции. На побережье расположено множество пляжей: Прадо, де Лав, Корбьер, Фортен, де ла Баттри.
Возле Марселя берег моря усеян каланками (фр. calanques) — тихими скалистыми бухтами. Здесь прекрасные условия для парусного спорта, скалолазания, дайвинга и купания.

### Климат
Климат средиземноморского типа. Марсель находится на широте Сочи и имеет аналогичный температурный режим. Зима в среднем мягкая, но сильно варьирует от года к году — могут быть в отдельные годы серьёзные похолодания, достигающие значений небольших и даже умеренных морозов, в другие годы может стоять всю зиму погожая солнечная погода, характерная для типичного севера Средиземного моря. Крайне редко выпадает снег. Весна, хотя и отличается стабильной погодой, наступает постепенно. Лето жаркое, душное и практически без осадков. В отличие от других городов со средиземноморским климатом, осень в Марселе очень дождливая и относительно ранняя, практически без бархатного сезона.
| Показатель                                        | Янв.  | Фев.  | Март | Апр. | Май  | Июнь | Июль | Авг. | Сен. | Окт. | Нояб. | Дек.  | Год   |
| ------------------------------------------------- | ----- | ----- | ---- | ---- | ---- | ---- | ---- | ---- | ---- | ---- | ----- | ----- | ----- |
| Абсолютный максимум, °C                           | 20,4  | 22,1  | 26,1 | 29,6 | 34,9 | 37,6 | 39,7 | 39,2 | 34,3 | 30,4 | 25,2  | 21,2  | 39,7  |
| Средний суточный максимум, °C                     | 11,4  | 12,6  | 15,8 | 18,6 | 23,0 | 27,1 | 30,2 | 29,7 | 25,5 | 20,9 | 15,2  | 11,9  | 20,2  |
| Средняя температура, °C                           | 6,7   | 7,6   | 10,7 | 13,6 | 17,9 | 21,8 | 24,7 | 24,1 | 20,2 | 16,2 | 10,8  | 7,5   | 15,2  |
| Средний суточный минимум, °C                      | 2,9   | 3,6   | 6,2  | 9,1  | 13,1 | 16,6 | 19,4 | 19,0 | 15,7 | 12,4 | 7,2   | 4,0   | 10,8  |
| Абсолютный минимум, °C                            | −12,4 | −16,8 | −10  | −3   | 0,0  | 4,7  | 7,8  | 8,1  | 1,0  | −3   | −6,9  | −12,8 | −16,8 |
| Норма осадков, мм                                 | 48    | 34    | 33   | 52   | 41   | 28   | 9    | 28   | 79   | 66   | 56    | 46    | 520   |
| Температура воды, °C                              | 11    | 11    | 13   | 16   | 18   | 21   | 24   | 25   | 24   | 22   | 18    | 14    | 18    |
| Источник: «Погода и Климат», Туристический портал |       |       |      |      |      |      |      |      |      |      |       |       |       |

## История

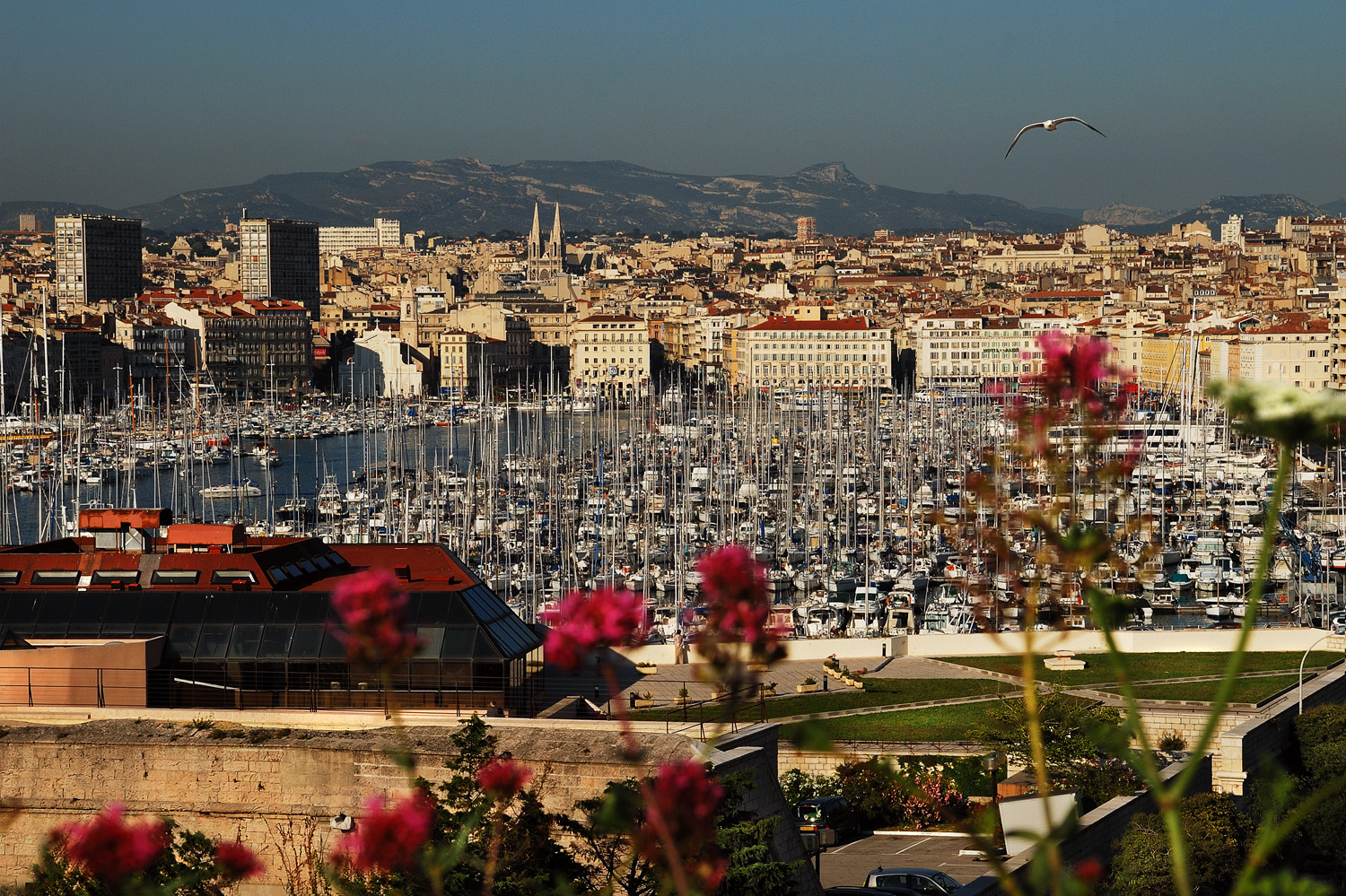
Вид на город, Старый порт и Храм Винсента-де-Поля

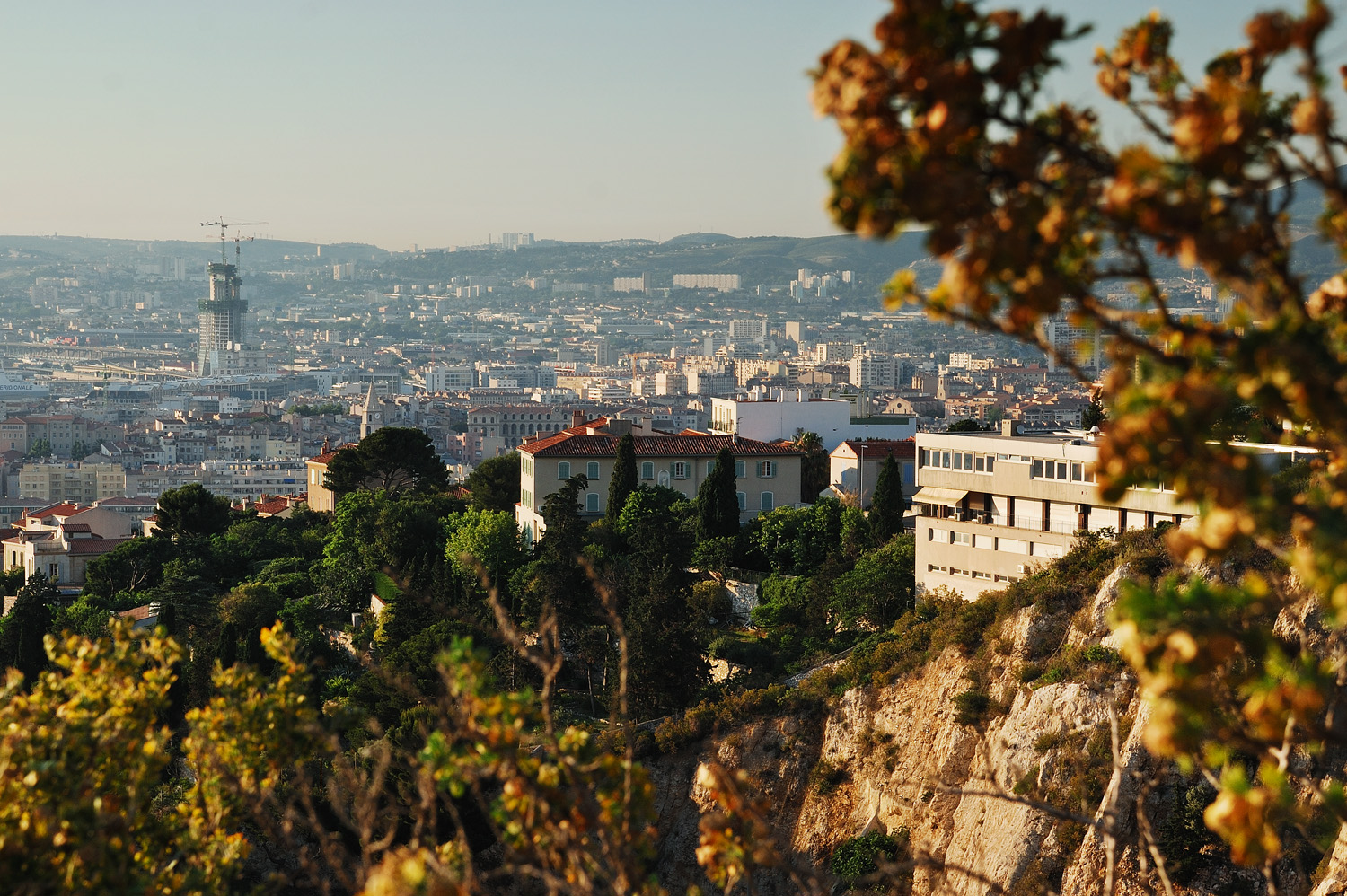
Вид на город

Город был основан около 600 года до нашей эры фокейцами, греками из Малой Азии. Тогда он назывался Массали́я (Μασσαλία на греческом, Massilia или Massalia на латинском).
По местной легенде, история города началась как история любви Гиптиды, дочери Нана, царя племени лигурийцев, и грека Протиса: греки высадились на берег Прованса в тот момент, когда царь Нан задумал выдать замуж свою дочь. Для этого он созвал пир, на котором Гиптида выбрала бы себе жениха. Именно греку Протису протянула она свой кубок с вином. Пара получила в качестве свадебного подарка часть побережья, на котором они и основали город, названный Массилия. В честь Гиптиды назван астероид (444) Гиптида, открытый в 1899 году в Марсельской обсерватории.
Массалия постепенно становилась крупным процветающим торговым городом и основывала многочисленные торговые фактории по побережью Средиземного моря и вверх по Роне (нынешние Ницца, Антибы, Арль, Авиньон).
Долгое время независимая республика была союзницей древнего Рима и нередко прибегала к его покровительству для защиты своих торговых интересов от вмешательств местных племён. Но во время конфликта Цезаря с Помпеем Великим в I веке до нашей эры, Массалия поддержала последнего и была захвачена войсками Цезаря, лишилась торговых факторий и флота. Хотя город сохранил свою независимость, но его влияние ощутимо снизилось.
В 49 г. до нашей эры город завоёван Цезарем. Марсель возродился только в X веке благодаря герцогам Прованса.
Крестовые походы способствовали росту торгового значения Марселя, ставшего с тех времён важным транзитным портом и оказали влияние на флаг города.
В 1481 году город вместе с Провансом вошёл в состав Французского королевства.

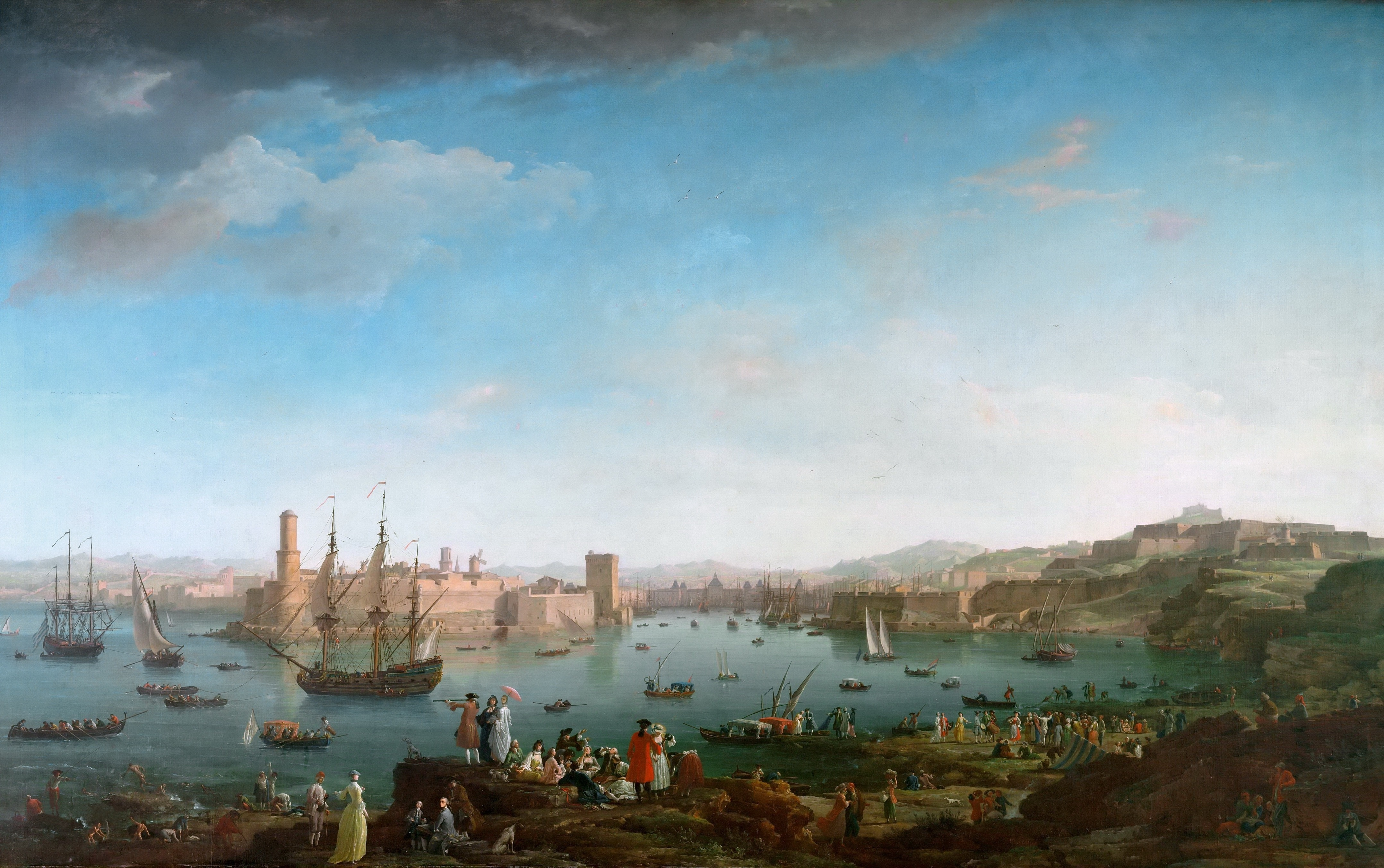
Клод Жозеф Верне. Вид на порт Марселя, 1754

В 1720—1722 годах от эпидемии бубонной чумы из 90-тысячного населения города погибло, по разным оценкам, от 40 тысяч до 64 тысяч человек.

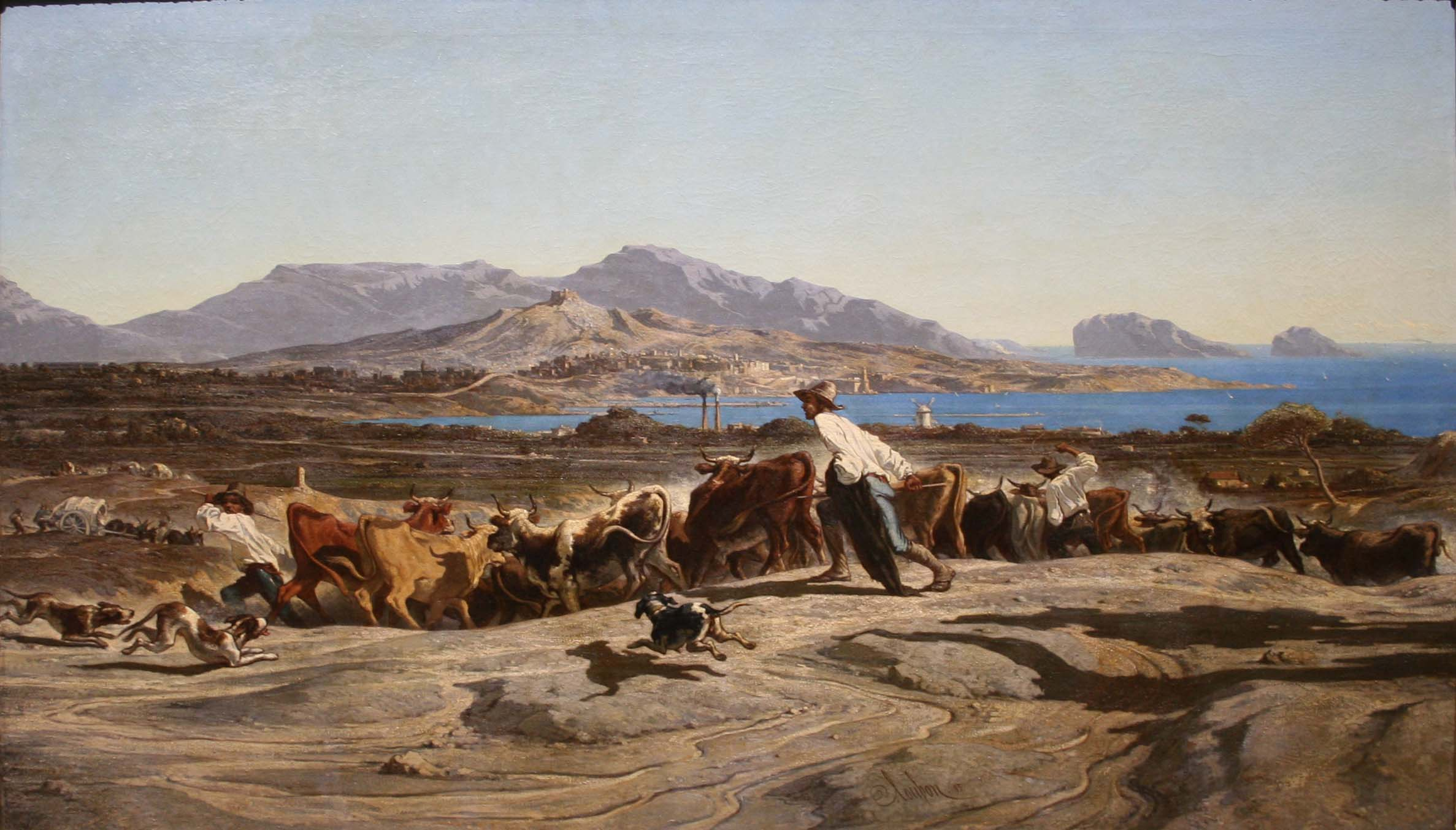
Эмиль Любон. Вид Марселя, 1853

В годы Великой французской революции Марсель поддержал республиканцев, и гимн Франции стал называться «Марсельезой».

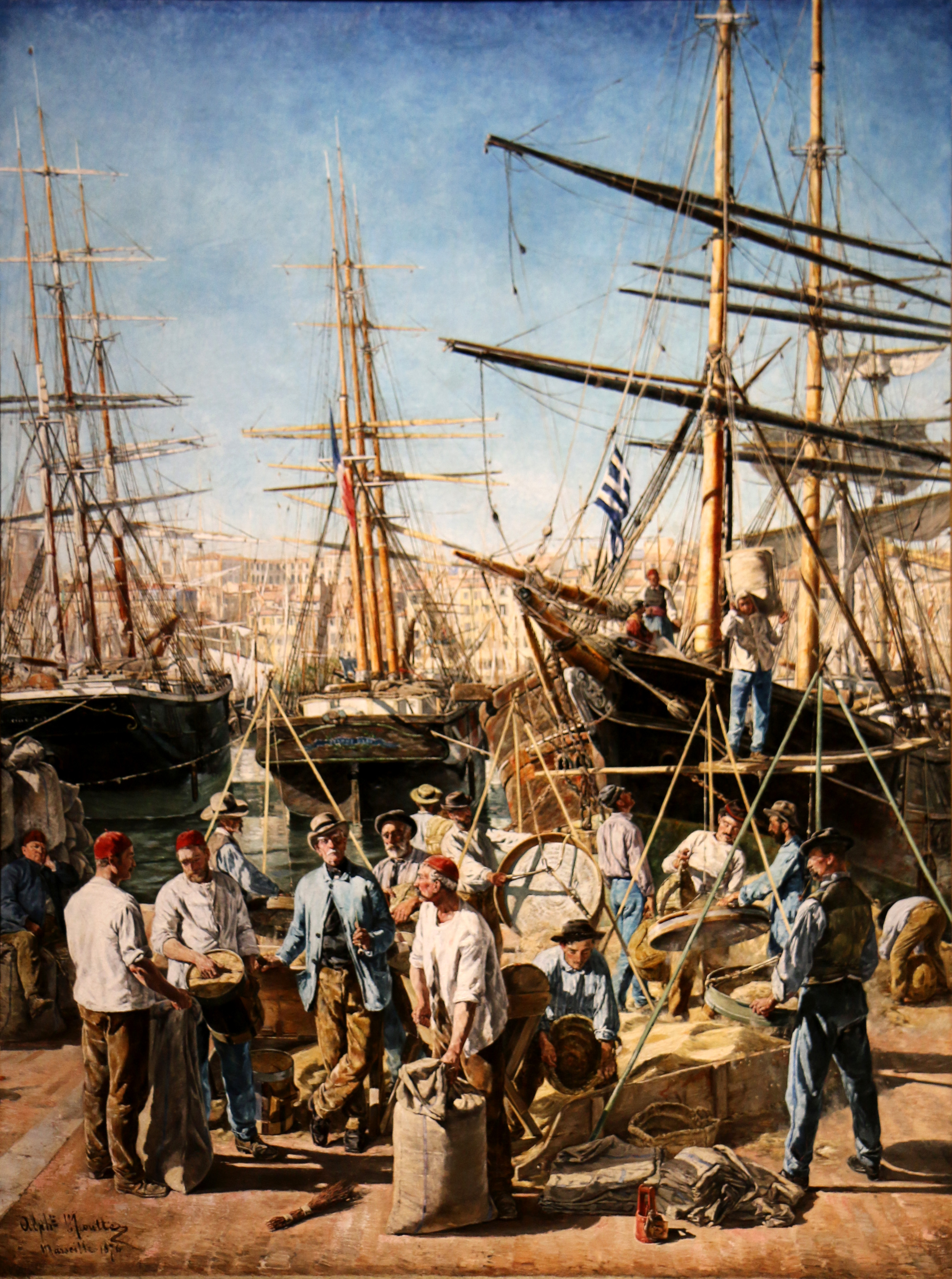
Альфонс Мутте. Выгрузка в порту Марселя, 1876

Континентальная блокада во время наполеоновских войн сильно подорвала экономику Марселя. Но
в XIX веке в связи с французской (и европейской) колониальной деятельностью на Востоке и Африке, чему способствовало открытие Суэцкого канала, город ожил.
В 1920—1930-х годах Марсель являлся ареной острой социально-политической борьбы, в которую были вовлечены партии, профсоюзы, криминальные структуры. В городе возник политический феномен, получивший название «сабианизм».
Во время Второй мировой войны Марсель был одним из крупнейших центров Сопротивления.
В 1944 году Марсель имел стратегическое значение для западных союзников так как был одним из трёх портов на средиземноморском побережье Франции, способном принять транспорты типа «Liberty», обеспечивавшие переброску и снабжение союзных войск. Немецкое военное командование осознавало ценность города и порта и перед капитуляцией 28 августа 1944 года немецкий гарнизон использовал запасы взрывчатки, чтобы разрушить порт.

## Население
Динамика населения (INSEE):

## Административное деление

Сектора и округа Марселя

Марсель разделён на 16 муниципальных округов, которые состоят из кварталов (всего 111 кварталов). Муниципальные округа объединяются в 8 секторов, каждый из которых имеет свой муниципальный совет. В общем избирается 303 советника.
Марсель также разделён на 25 кантонов (из 57-ми кантонов департамента Буш-дю-Рон):
| 25 кантонов Марселя                    | 25 кантонов Марселя  | 25 кантонов Марселя | 25 кантонов Марселя | 25 кантонов Марселя | 25 кантонов Марселя |
| -------------------------------------- | -------------------- | ------------------- | ------------------- | ------------------- | ------------------- |
| 1 — Бельсэнс                           | 2 — Вердюрон         | 3 — Вобан           | 4 — Ла-Бель-де-Ме   | 5 — Ла-Бланкард     |                     |
| 6 — Ла-Капелет                         | 7 — Ла-Пом           | 8 — Ла-Пуант-Руж    | 9 — Ла-Роз          | 10 — Ле-Гран-Карм   |                     |
| 11 — Ле-Кама                           | 12 — Ле-Сенк-Авеню   | 13 — Ле-Труа-Люк    | 14 — Лез-Олив       | 15 — Мазарг         |                     |
| 16 — Монтоливе                         | 17 — Нотр-Дам-дю-Мон | 18 — Нотр-Дам-Лимит | 19 — Сен-Бартелеми  | 20 — Сен-Жинье      |                     |
| 21 — Сен-Жюст                          | 22 — Сен-Ламбер      | 23 — Сен-Марсель    | 24 — Сен-Морон      | 25 — Сент-Маргерит  |                     |
| Другие кантоны департамента Буш-дю-Рон |                      |                     |                     |                     |                     |

## Политика
С 21 декабря 2020 года должность мэра занимает Бенуа Пайян.

## Экономика
Международный аэропорт. Крупный портовый комплекс. В состав Автономного порта Марсель, помимо порта Восточный Марсель, входит ряд портов и гаваней залива Фос и лагуны Бер. Суммарный оборот морских грузоперевозок основного порта Марсель достигает 110 млн тонн в год, района Фос — 73,2 млн тонн в год. Нефтепереработка, нефтехимия, судо- и авиастроение. Начальный пункт трансъевропейского нефтепровода на Страсбург и Карлсруэ (ФРГ).

## Транспорт
С 1977 года в городе существует метрополитен, состоящий из двух линий и двадцати четырёх станций. В городе имеется трамвайная сеть.
В Марселе также функционирует международный аэропорт Марсель Прованс (фр. Aéroport Marseille Provence), который является вторым во Франции после парижского аэропорта имени Шарля де Голля (фр. Aéroport Paris-Charles-de-Gaulle).
Ярким транспортным сооружением города был один из первых в Европе летающих паромов, разрушенный в боях второй мировой войны.

## Образование и наука
В 1982 году Франсуа Миттеран подписал решение об открытии при театре «Национальный Балет Марселя» Высшей балетной школы. В 1984 году мэр Марселя объявил конкурс на лучший проект объединённого здания школы и театра, в котором победил архитектор Ролан Симунэ (Roland Simounet). Национальная высшая школа танца открылась в 1992 году. Её первым директором стал Ролан Пети. С 1998 по 2004 год школой руководила балерина Мари-Клод Пьетрагала. К обучению, рассчитанному на 9 лет, принимают детей начиная с 8-летнего возраста. Учащимся старше 15 лет предоставляется стипендия Министерства Культуры Франции.

## Достопримечательности

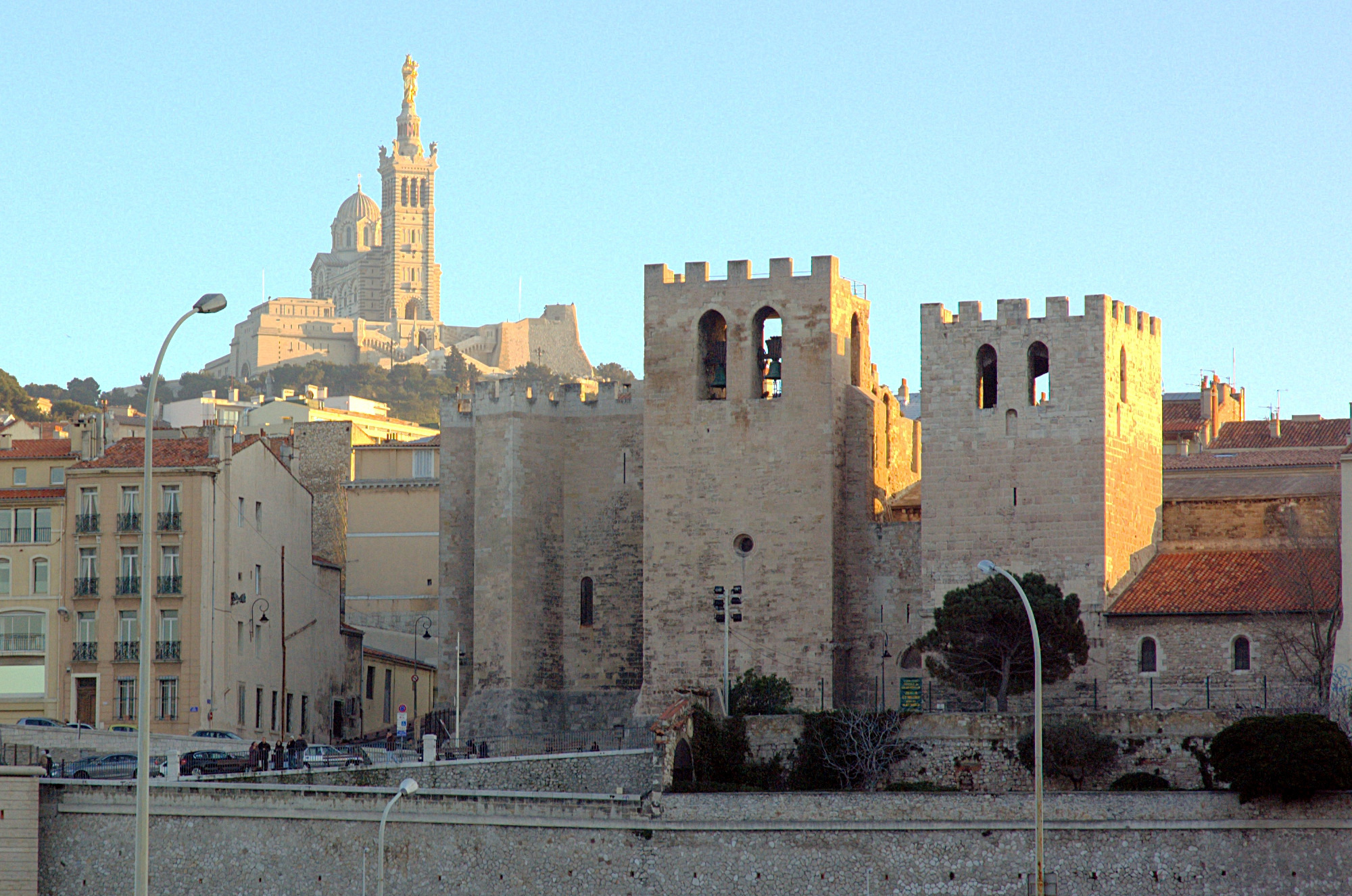
Аббатство Сен-Виктор и базилика Нотр-Дам-де-ла-Гард

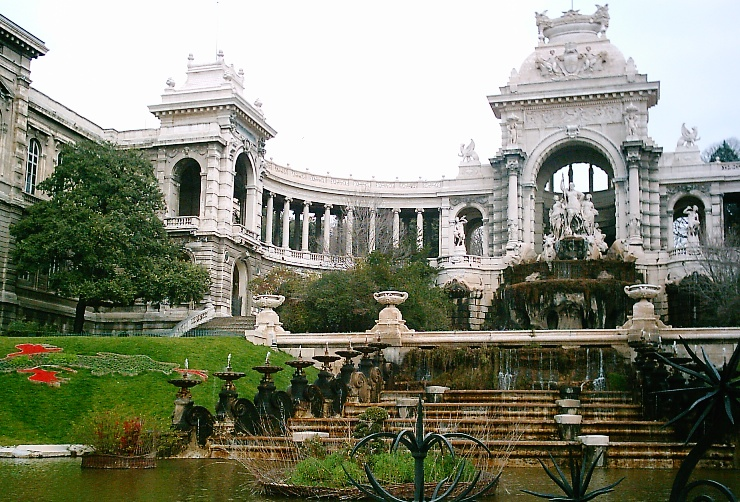
Музей изобразительных искусств во дворце Лоншан (Palais Longchamp)

### Церкви и соборы
- Большая синагога Марселя
- Кафедральный собор Марселя — кафедральный католический собор XIX века,
- Базилика Нотр-Дам-де-ла-Гард тоже построена в XIX веке,
- Аббатство Сен-Виктор основано в V веке, один из первых монастырей Галлии.

### Музеи
- Музей истории Марселя — собрание найденных при раскопках предметов эпохи античности и средневековья.
- Музей археологии Средиземноморья.
- Музей цивилизаций Европы и Средиземноморья.
- Музей Прованса.
- Музей керамики в замке Пастре (chateau Pastre) — уникальное собрание более 1500 шедевров гончарного искусства.
- Музей изобразительных искусств (коллекция живописи, скульптуры и рисунков XVI—XIX веков) и Музей естествознания во дворце Лоншан.
- Музей естественной истории.
- Музей моды.
- Музей военно-морского флота.

### Замки и дворцы
- дворец Лоншан (Palais Longchamp)
- Замок Иф, расположенный в миле от Марселя в Средиземном море на Фриульских островах (Iles de Frioul)

### Сады и парки
- Сад развалин (Jardin des Vestiges) — парк-музей с руинами античного города, которые были обнаружены здесь во время раскопок.
- Сад Жарден-дю-Фаро, в котором располагается дворец Фаро.
- Ботанический сад в парке замка Борели.
- Национальный парк Каланки.

### Порты

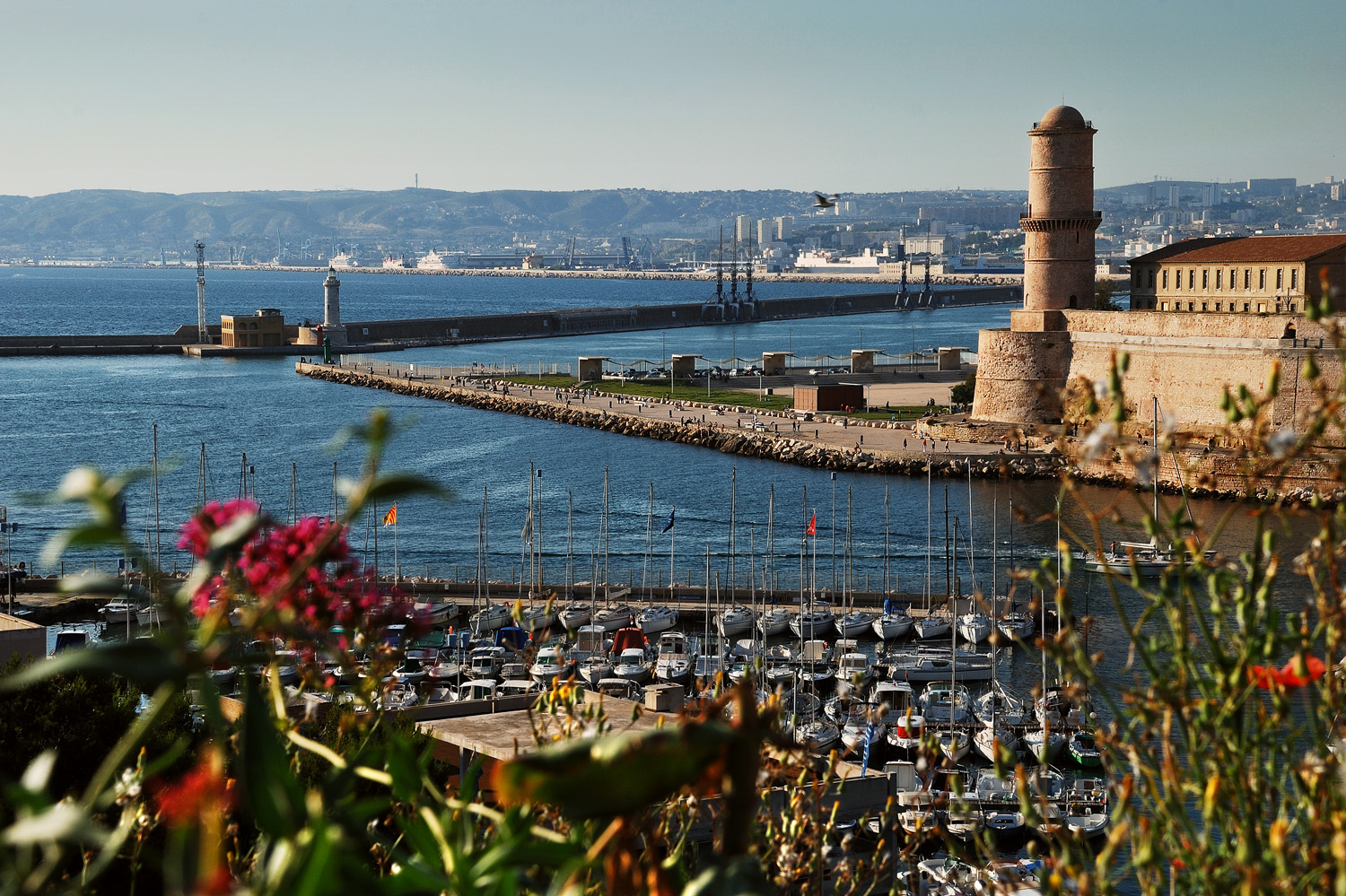
Vieux Port («Старый порт»), форт святого Иоана и башня Рене I

Vieux Port («Старый Порт» Марселя)

Главная магистраль города — бульвар Ла-Канбьер — идёт от Старого порта на восток. Железнодорожный вокзал расположен в северном конце бульвар Атен, который, в свою очередь, уходит на север.
Всего в нескольких кварталах на юг от Кур-Жюльен, параллельно бульвару Гарибальди — большая пешеходная зона с фонтанами, пальмами, кафе, ресторанами и театрами.
Торговля традиционно концентрировалась вокруг улицы Паради, которая по мере продвижения на юг становилась всё более шикарной. В последние десятилетия магазины на улице Паради уступают крупным торговым сетям, обосновавшимся на параллельной пешеходной улице Сен-Ферреоль.
Морской вокзал находится на берегу моря, 250 м на запад, в нескольких минутах ходьбы от Нового кафедрального собора.
Метрополитен Марселя состоит из 2 линий общей протяжённостью 19.2 километра.
Университет. Музеи: Гробе-Лабадье, Кантини, античной торговли.

## Культура

### Театр
В балете Марсель известен как родина двух «великих марсельцев» — Мариуса Петипа и Мориса Бежара. В 1972 году французский балетмейстер Ролан Пети основал здесь «Балет Марселя», которым руководил в течение 26 лет. С 1998 по 2004 год артистическим директором труппы была балерина, в прошлом этуаль парижской Оперы, Мари-Клод Пьетрагала.
В январе 1981 года президент Франции Валери Жискар д’Эстен присвоил театру звание «Национальный».

### Кино
- Действие фильма «Месть Марсельца» происходит в Марселе.
- В Марселе снималась знаменитая серия фильмов «Такси».
- В Марселе и его окрестностях снимался фильм «22 пули».
- События фильма «Дьяволы» происходят в Марселе.
- Город является местом событий одноимённого сериала.
- «Французский связной» связан с городом, именно отсюда поставлялись наркотики в Нью-Йорк.
- Фильм на основе реальных событий «Французский транзит» так же снимали в Марселе.

### Фотография
Здесь жил Жильбер Гарсен (1929—2020), ставший известным фотографом уже после выхода на пенсию.

### Гастрономия
В марсельской гастрономии преобладают провансальская кухня и дары моря: мидии, сваренные в луковом бульоне с добавлением провансальских пряностей, наветт (местное печенье в форме лодочки), рыбные блюда под соусом или поджаренные с анисовым ликёром, бурриду (рыбный суп с чесночным соусом), рататуй, помидоры по-провансальски. В ресторанах Марселя, расположенных вокруг Старого порта и на набережной Кеннеди, готовится знаменитый буйабес — уха из нескольких видов рыбы. В городе процветает также арабская кухня: кускус, кондитерские с восточными сладостями.

### События
- Фестивали
  - апрель — «Святая музыка»
  - август — Музыка и культура диаспор
  - сентябрь — Танец М (фестиваль современного танца)
  - октябрь — Южная фиеста
  - ноябрь — Базар (гипермаркет современного искусства)
  - ноябрь — Instants Video
- Состязания на воде. Проводятся в середине июля и середине августа уже на протяжении многих веков.

Решением Европейской комиссии Марсель выбран культурной столицей Европы в 2013 году.
В честь Марселя назван астероид (20) Массалия, открытый в 1852 году.
В городе издаются две газеты: Le Méridional (фр.) и La Provence (фр.).

## Спорт
В городе находится стадион Велодром, который является домашней ареной французского футбольного клуба «Олимпик». В этом городе летом 2024 года прошли соревнования по футболу в рамках XXXIII Олимпийских игр.
Удачное расположение на Средиземном море делает Марсель привлекательным для занятия различными водными видами спорта. Здесь ежегодно проходят парусные регаты, а также соревнования по виндсёрфингу. В 2024 году в Марселе состоялась парусная регата Летних Олимпийских игр.
В городе располагаются 45 муниципальных спортивных залов, 172 теннисных корта, 22 бассейна, 72 муниципальных стадиона, 3 поля для гольфа, 8 залов боевых искусств, 3 площадки для скейтборда и прочие спортивные объекты.
В Марселе с 1993 года проводится международный теннисный турнир Open 13 серии ATP 250.